# スタンプ・デッド
『スタンプ・デッド』は、はむばねの日本のライトノベル。イラストは、2巻までと3巻以降の表紙を稀捺かのと、3巻以降の本文イラストを桑里虎助が担当している。スクウェア・エニックス・ノベルズ（スクウェア・エニックス）より2005年3月から2007年12月まで刊行された。『月刊ガンガンWING』（同社）にて2006年6月号から同年10月号まで連載された。第1回スクウェア・エニックス小説大賞入選作。

## あらすじ
昇神彗（しょうじん すい）は、ごく普通の高校2年生の少年。ある日突然、街中でかわいらしい少女に「あなたを殺させてください」と言われてびっくり。さらに、その少女はなんと「死神」だった！？
大食漢でかわいい死神少女に、個性的なクラスメイト、後輩たちとともに、彗のちょっと危険で騒がしい日々が始まった。

## 登場人物
昇神彗（しょうじん すい）
本作の主人公。この作品でのツッコミ役にして、一番まともな性格。円花に命を狙われていたが、「自分が（老衰などで）死ぬ直前に魂をやる」という契約を交わし、現在は円花と平和に同居中。
私立神無砂希学園高校・2年8組所属。
円花に力を与えるときキスをするのだが、その際に死神の力の一部が流れ込んだため、肉体の強化や魂の強化など特殊な力を使うことができる。
料理が得意。
円花（まどか）
死神派遣会社「黄泉」の試験として、彗の魂をもらいにきた死神見習い。人間界では「死之神（しのかみ）」という苗字を名乗っているが、これは自分で考えたもの。最初はただ彗の魂をもらおうとしていたが、彗と「死ぬ直前になったら魂をもらう」という契約を交わし、現在は昇神家に居候中。さらに、彗のクラスに転入した。現在仮免中。
腰までのロングヘアー。本文では「茶味がかった」となっているが、イラストでは青緑色。青系の服に、白いボレロを着用している。
見習いのため、死神のシンボルである大鎌のかわりに、巨大なはんこ（印章）を出す。そのはんこには「よくできました」と刻まれている。
かなりの大喰らい。彗が好き。
辻樹弓（つじき ゆん）
彗と円花のクラスメイトの少年。彗とは10年来の幼なじみ。彗を「すーちゃん」と呼ぶ。
女の子のような小柄な顔つきと体格だが、常人以上の身体能力を持つ。
常に、腰に日本刀「天先」を差している。
弓の母親の紗矢と父親の刃也、彗の母親の愛生も幼なじみである。
井上秋乃（いのうえ あきの）
彗の1年下の後輩。1年6組、出席番号3番。
肩より少し下までのロングヘアー。本文では「黒髪」となっているが、イラストではえんじ色。
彗が好きで、いつも彗にくっついている円花に嫉妬している。
好きな食べ物はマンゴスチン。趣味はお菓子作り。
特技は運動系全般。テニス部所属で、足がかなり速い。
座右の銘は「恋愛は戦争だ(by私)」
襟木真（えりき まこと）
秋乃のクラスメイト。いつも無表情。
校内に様々なトラップを設置している（これは、校長の許可を得ているらしい）。
様々なものを「面白そうだから」という理由で発明している。
カプタイン
プロの殺し屋。かなり軽い性格。関西弁でしゃべる。名前の由来は実在する天文学者から。
一瞬で同じ場所に6発の弾を撃ったり、拳銃より威力のあるパンチを放ったりと相当な実力を持つが、予備の弾を忘れるなど、どこか抜けている憎めないやつ。
現在は「殺し屋ラーメン」開業のため、修行中。
ブドォ・カト・ユーヘ
2000年の時を生きた最強の死神。通称「死神狩り」。
死神でありながら人を愛し、最愛の人を死神に殺されたため、死神を殺し始めた。
死神派遣会社の社員として約1000年、会社をクビになり「死神狩り」となってから約1000年を生きた。
「カト・ユーヘ」は自分で考えて名乗っている。
フナ幽霊
学校に出没した鮒の姿をした幽霊。
恋人を探して学校をさまよっていたが、見つかって一度は成仏。しかし恋人のほうが成仏しなかったため、首だけになって戻ってきた。
金魚少女
フナ幽霊の恋人だった少女。和金。
一度は成仏したのだが、彗の力に影響を受けて悪霊と化し、秋乃にとり憑いて円花を殺すようにけしかける。
朱麗（あかり）
「黄泉」から派遣された正式な死神。
悪霊と化した金魚少女を成仏させるために彗たちに協力を求める。
以前、学園内に教師として侵入したことがある。
昇神愛生（しょうじん あおい）
彗と同じような力を扱う彗の母親。さんじゅう（ピー）歳（推定年齢35～39歳）。抱きつき癖がある。
高校卒業したら女性は年齢をトップシークレットにすべきと考え、年齢を言う時「ピー」でかき消す不思議パワーを持つ。
弓の母と同級生で、朱麗が教師をしていた時の生徒。
辻樹紗矢（つじき さや）
愛生の同級生で弓の母親。同じくさんじゅう（ピー）歳。
17年前の戦いで夫もろとも命を落とした。
愛生や刃也と幼馴染。
辻樹刃也（つじき じんや）
紗矢の夫、弓の父親。弓と雰囲気は逆に等しいが容姿は似ている。
17年前の戦いで死神・茶玖と共に愛生、紗矢と戦い、命を落とす。

## 既刊一覧

### 小説
- はむばね（著） / 稀捺かのと・桑里虎助（イラスト） 『スタンプ・デッド』 スクウェア・エニックス〈スクウェア・エニックス・ノベルズ〉、全5巻
  1. 2005年4月27日初版発行（3月26日発売[3]）、ISBN 4-7575-1408-5
  2. 2006年5月27日初版発行（4月27日発売[2]）、ISBN 4-7575-1680-0
  3. 2007年2月17日初版発行（1月27日発売[4]）、ISBN 978-4-7575-1920-6
  4. 2007年12月17日初版発行（11月27日発売[5]）、ISBN 978-4-7575-2173-5
  5. 2008年1月17日初版発行（2007年12月27日発売[6]）、ISBN 978-4-7575-2202-2

### 漫画
- はむばね（原作） / 桑里虎助（作画） 『スタンプ・デッド』 スクウェア・エニックス〈ガンガンウイングコミックス〉、2007年2月27日初版発行（1月27日発売[1]）、ISBN 978-4-7575-1919-0